# Copa Rio Branco 1947
Copa Rio Branco 1947 – turniej towarzyski o puchar Rio Branco odbył się po raz piąty w 1947 roku. W spotkaniu uczestniczyły zespoły: Brazylii i Urugwaju.

## Mecze
| 29 marca São Paulo |  | Brazylia | 0 | - | 0 | Urugwaj |

| 1 kwietnia Rio de Janeiro |  | Brazylia | 3 | - | 2 | Urugwaj |

## Końcowa tabela
| M | Reprezentacja | L.m. | Zw. | Rem. | Por. | Bramki | R.br. | Pkt |
| 1 | Brazylia      | 2    | 1   | 1    | 0    | 3:2    | +1    | 3   |
| 2 | Urugwaj       | 2    | 0   | 1    | 1    | 2:3    | -1    | 1   |

Triumfatorem turnieju Copa Rio Branco 1947 został zespół Brazylii.
Poprzednim turniejem tej serii był Copa Rio Branco 1946, a następnym Copa Rio Branco 1948.